# Kamienica Pod Złotym Słońcem we Wrocławiu
Kamienica Pod Złotym Słońcem (niem.: Haus Zur Goldenen Sonne)) – kamienica na wrocławskim Rynku, wybudowana w stylu barokowym.

## Historia kamienicy
Kamienica powstała na miejscu dwóch domów z XIII wieku, z których zachowały się wnęki okienne z tego okresu. Następnie była wielokrotnie przebudowywana i powiększana, ostateczny wygląd uzyskała po przebudowie i nadaniu jej stylu barokowego w latach 1694–1695 oraz remontach w latach 1727 i 1740.
Zamieszkiwana przez bogatą rodzinę Bonerów, którzy posiadali w niej zamontowany w XV wieku sejf – odkryty potem przez archeologów.
Kamienica była miejscem kwaterowania najważniejszych gości, razem z kamienicami Pod Błękitnym Słońcem i Pod Siedmioma Elektorami, z którymi była połączona przejściami, stanowiła rezydencję dla króla Czech Władysława Jagiellończyka, cesarza Rudolfa II oraz Ferdynanda II.

## Po 1945
W czasie II wojny światowej zachodnia pierzeja rynku, przy której znajduje się kamienica została uszkodzona w niewielkim stopniu. Od roku 1965 do grudnia 2004 w Kamienicy Pod Złotym Słońcem mieściły się sale ekspozycyjne Muzeum Sztuki Medalierskiej we Wrocławiu.
Od 2010 roku, po zakończeniu remontu generalnego, kamienica zaczęła ona pełnić funkcję Muzeum „Pana Tadeusza”: miejsca przechowywania i ekspozycji rękopisu Pana Tadeusza; w jego strukturze znalazły się też gabinety Jana i Jadwigi Nowak-Jeziorańskich oraz Władysława i Zofii Bartoszewskich.